# Аслани, Фарамарз
Фарамарз Аслани (перс. فرامرز اصلانی‎; 13 июля 1945, Тегеран — 20 марта 2024, Мэриленд) — иранский композитор, певец, гитарист, автор песен и музыкальный продюсер.

## Биография
Фарамарз Аслани родился в столице Ирана, городе Тегеран, был выпускником колледжа Лондонского университета (факультет журналистики).
В начале 1970-х годов Фарамарз занимался журналистикой, публиковался на английском языке и в нескольких изданиях на персидском.
3 марта 2024 года Аслани объявил на своей странице в  Instagram, что у него был диагностирован рак и он должен был пройти курс лечения в новом году. Умер от рака в больнице в Мэриленде, США, 20 марта 2024 года в возрасте 78 лет.